# Jerzy Tuszewski
Jerzy Grzegorz Tuszewski (ur. 12 marca 1931 w Chełmie, zm. 16 października 2016 w Warszawie) – polski dziennikarz, reżyser radiowy i teatralny, reżyser i scenarzysta filmów dokumentalnych.

## Życiorys
Po zdaniu matury rozpoczął studia na Wydziale Lekarskim Akademii Medycznej w Lublinie. Podczas studiów współpracował z prasą codzienną i tygodniową w zakresie krytyki muzycznej i publicystyki kulturalnej (pisywał m.in. w tygodniku „Po prostu”). W 1955 przerwał studia i wyjechał do Warszawy. Studiował w Studium Teorii i Historii Filmu przy Państwowej Wyższej Szkole Teatralnej i Filmowej w Łodzi oraz na Wydziale Reżyserskim Państwowej Wyższej Szkoły Teatralnej w Warszawie. Rozpoczął wówczas współpracę w Polskim Radiem, od 1965 zaczął w nim pracować jako etatowy reżyser.
W latach 1960–1962 był asystentem reżysera w Teatrze Narodowym i Teatrze Współczesnym, w latach 1960–1964 reżyserem w teatrach dramatycznych (Tarnów, Białystok, Rzeszów).
Od 1976 współpracował z rozgłośniami zagranicznymi (Londyn, Berlin, Bruksela, Budapeszt, Helsinki, Kolonia, Paryż, Praga, Rzym, Saarbücken, Sidney i in.). W Programie 2 Polskiego Radia prowadził Studio Form Dokumentalnych.
Był członkiem i założycielem Międzynarodowej Grupy Ars Acustica przy EBU w Genewie, jak też członkiem Zarządu Atelier de Création Sonore et Radiophonique przy frankofońskim Stowarzyszeniu Autorów Dramatycznych SACD w Brukselioraz wieloletnim członkiem Stowarzyszenia Filmowców Polskich, Związku Literatów Polskich i Stowarzyszenia Autorów ZAiKS.
Zmarł w Warszawie, pochowany 22 października 2016 na cmentarzu komunalnym przy ul. Lwowskiej w Chełmie.

## Filmy dokumentalne
- Casus: Otto Schimek (1993) - reżyseria, scenariusz
- Muzy Bronisława Horowicza (1994) - reżyseria, scenariusz
- Janusz Piekałkiewicz (1997) - scenariusz
- Krakowianin z Paryża (2007) - reżyseria, scenariusz

Źródło:.

## Nagrody i wyróżnienia
- Nagroda I stopnia Komitetu do spraw Radia i Telewizji za osiągnięcia w dziedzinie nowych form artystycznych w programach Polskiego Radia (1982)[5]
- Nagroda Niemieckiej Akademii Sztuk DADK we Frankfurcie nad Menem (1983)[3]
- Złoty Mikrofon – za radiową twórczość dokumentalną i artystyczną (1993)[9]
- Złota odznaka honorowa Polskiego Radia (1997)[3]
- Odznaka Honorowa ZAiKS-u (1998)[10]
- II nagroda na Polonijnym Festiwalu Multimedialnym „Polskie ojczyzny” w Częstochowie w kategorii: Filmy dokumentalne - za film Krakowianin z Paryża (2009)[8]